# Jenny Nyström
Jenny Eugenia Nyström (gift Nyström-Stoopendaal), född 13 juni 1854 i Kalmar, död 17 januari 1946 i Stockholm, var en svensk konstnär och illustratör, mest känd genom sina illustrationer av julkort. 

## Biografi

### Familj
Nyström föddes som dotter till folkskolläraren och slottskantorn Daniel Nyström och dennes hustru Annette Eleonora Bergendahl. 
När hon var åtta år flyttade familjen till Majorna i Göteborg, där fadern blev förste lärare vid Carlgrenska skolan eller Flicko-Slöjdskolan vid Stigbergstorget (på platsen för biografen Kaparen).
Den 24 maj 1887 gifte sig Nyström med marinläkaren Daniel Stoopendaal och de fick 25 juni 1893 sonen Curt Nyström Stoopendaal som även han är en känd julkortsillustratör.

### Utbildning
Under fem år gick Jenny Nyström i en skola inrymd i segelmakare Lefflers hus vid Allmänna vägen, nära faderns lärarbostad.  Hon studerade vid Kjellbergska flickskolan. År 1865 började hon i Göteborgs Musei-, Rit- och Målarskola, och började måla i olja redan som femtonåring. Hon var elev vid Konstakademien i Stockholm under åren 1873–1881.
I slutet av sin utbildning vid Konstakademien delade Nyström förstaplatsen som elev med Richard Hall i akademiens tävling, och kunde därför söka stipendium för vidareutbildning i Paris. Tavlan Jenny Nyström målade var ”Gustav Vasa som barn inför Kung Hans”   
Hon var den första kvinna som vann tävlingen på Konstakademien, och fick under sin studietid i Paris 1882–1886 ställa ut på den stora Parissalongen år 1884.

### Yrkesliv
Från 1885 tillhörde hon opponentrörelsen och var 1886–1896 medlem av Konstnärsförbundet. I början av sin karriär målade hon genrebilder, stilleben och porträtt i olja, pastell och akvarell. Bland hennes tidiga verk märks Dolce far niente (1883) samt Sjukbesöket och Självporträtt, utställda på Parissalongen 1884. Med tiden blev hon dock främst känd för sina illustrationer. Första försöket var illustrationen till Viktor Rydbergs Lille Viggs äfventyr på julafton 1875, där hon redan då skapade den typ av tomteillustrationer hon senare kom att bli känd för. Bland hennes övriga illustrationer märks Barnkammarens bok (1882), Svenska barnboken (utgiven av Johan Nordlander del 1–2, 1886–1887), Laura Fitinghoffs Bibliotek för barn och ungdom (1886) samt Carl David af Wirséns Vid juletid (1887) och I lifvets vår (1888), samt en mängd utgåvor av August Blanche och Georg Starbäcks romaner.
Nyströms illustrationer distribuerades av firman Strålin & Persson i Falun, där hon arbetade i många år.

### Död
Jenny Nyström-Stoopendaal är begravd på Norra begravningsplatsen i Stockholm.

## Eftermäle
På Kalmar läns museum finns en basutställning med verk och teckningar av Jenny Nyström. Hon finns även representerad vid bland annat Göteborgs konstmuseum, Nationalmuseum, Länsmuseet Gävleborg, Nordiska museet i Stockholm och Kalmar konstmuseum.
Jenny Nyströmsskolan i Kalmar är uppkallad efter henne. Jenny Nyströms gata i Fruängen är också uppkallad efter henne.

## Verk (urval)

### Illustrationer
- Lille Viggs äfventyr på julafton av Viktor Rydberg (1876)
- Ur barnens verld – hågkomster och historier av Sigfrid Wieselgren (1879-1882)
- På Köpingshus – berättelse från Engelbrekts befrielsekrig av Jon Olof Åberg (1883)
- Bröderna Grimms sagor i urval för barn (1883)
- Svenska folksagor och äfventyr, utgivna av Albrekt Segerstedt (1884)
- Små och stora berättelser för barn av Amanda Kerfstedt (1884)
- Barnhistorier av Johanna Christina von Hofsten (1884)
- Sommarsagor för vinterqvällarne av Concordia Löfving (1885)
- En liten verld bland fjällen – berättelse för barn av Laura Fitinghoff (1885)
- Fornnordiska sagor, bearbetade av Albert Ulrik Bååth (1886)
- Vid Juletid av Carl David af Wirsén (1887)
- Ur svenska folkets häfder av Josef Rosenius (1890)
- Vackra Svarten av Anna Sewell (1891)
- Poetiska Eddan, utgiven av Nils Fredrik Sander (1893)
- Nils Bosson Sture av Georg Starbäck (trilogi av historiska romaner, utgåvan 1894. Jenny Nyströms illustrationer finns även i utgåvor på norska 1896–1897 och på finska 1899–1900)
- Svenska folksagor berättade för barn, utgivna av Fridtjuv Berg (1899)

## Bildgalleri

Målningen Konvalescenten, 1884.
Målningen Fransk bondgumma, 1885.
- Jultidningsomslag, 1904.
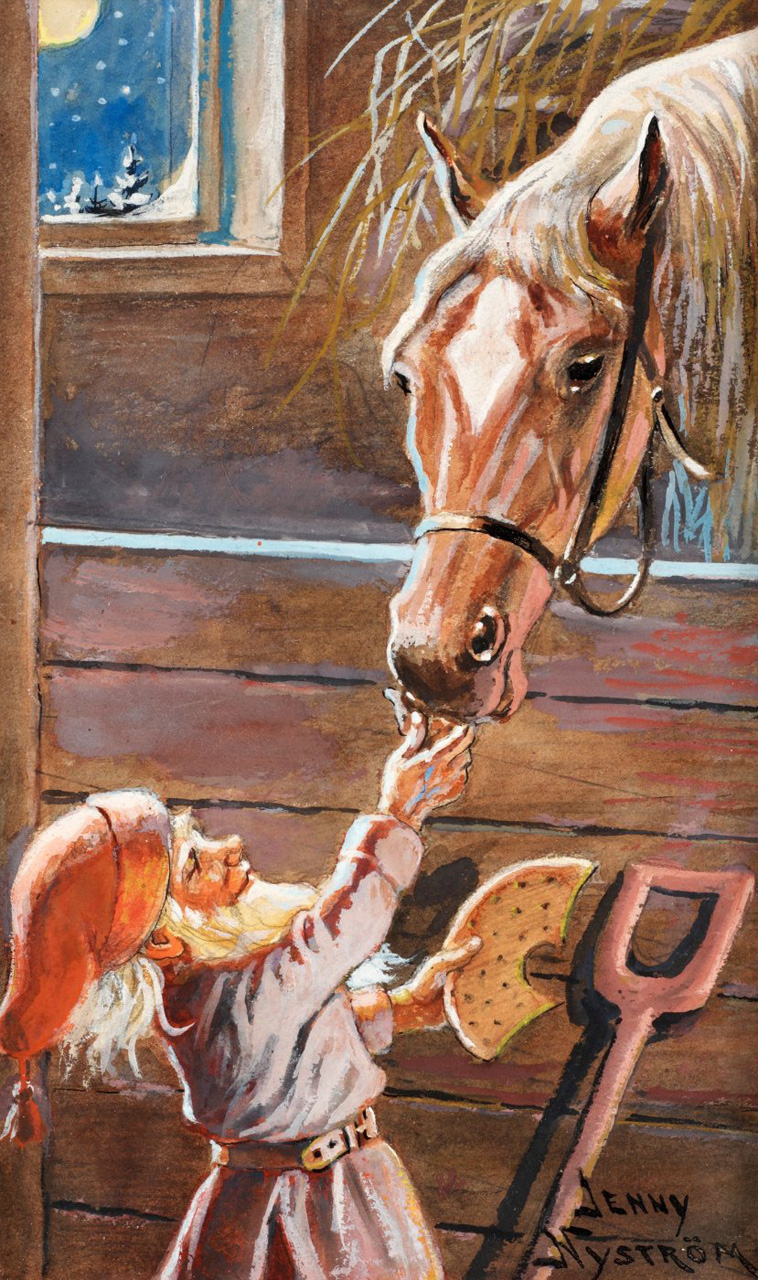
Julkortsmålning.
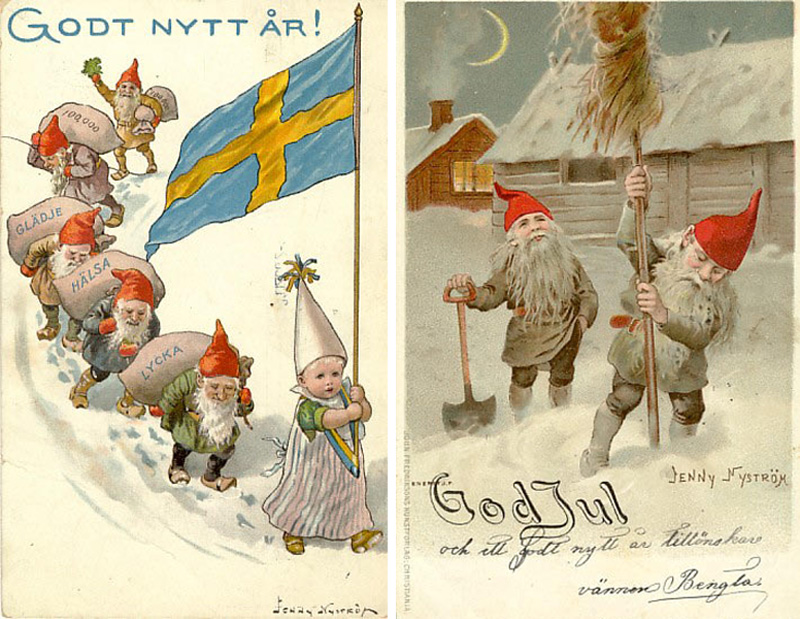
Julkortsmålningar.
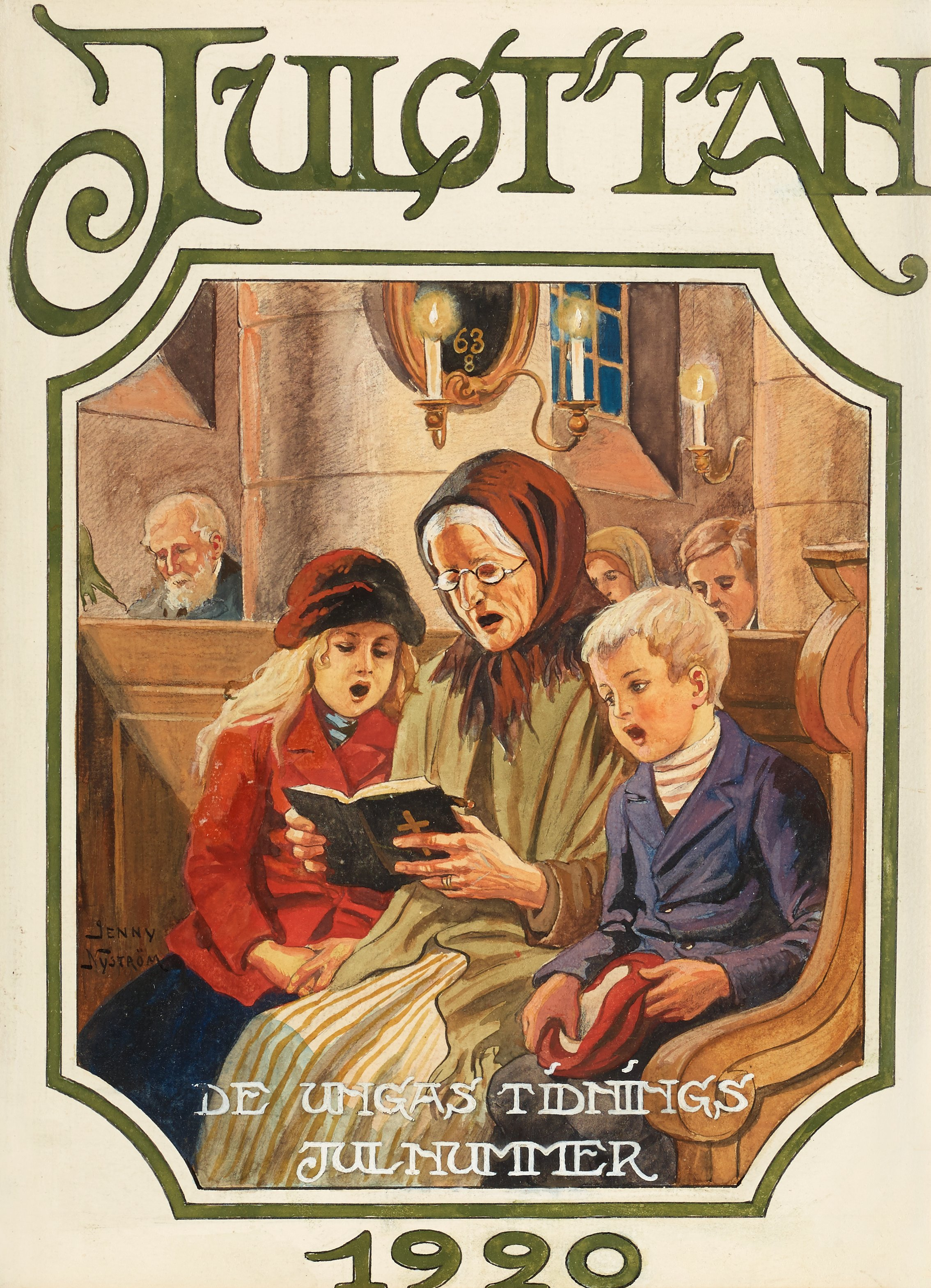
Jultidningsomslag, 1920.